# ورزشگاه جدید لوس پاخاریتوس
ورزشگاه جدید لوس پاخاریتوس (به اسپانیایی: Nuevo Estadio Los Pajaritos) با ظرفیت ۹٬۵۰۰ نفر یکی از ورزشگاه‌های فوتبال کشور اسپانیا است که در شهر سریا ایالت کاستیا و لئون واقع شده‌است. این ورزشگاه در سال ۱۹۹۹ بازگشایی شد و در حال حاضر بازی‌های خانگی باشگاه فوتبال نومانسیا در آن برگزار می‌گردد.